# Економски детерминизам
Економски детерминизам је социоекономска теорија по којој су економски односи (као што су: бити власник или капиталиста или бити радник или пролетер) основа на којој се заснивају сви други друштвени и политички аранжмани у друштву. Теорија наглашава да су друштва подељена на конкурентске економске класе чија је релативна политичка моћ одређена природом економског система.
У писању америчке историје овај термин се повезује са историчарем Чарлсом А. Бердом (1874–1948), који није био марксиста, али који је наглашавао дугорочну политичку борбу између банкара и пословних интереса са једне стране, и аграрних интереса на другој страни.

## Однос према марксистичкој филозофији
Према Марксу, сваки друштвени начин производње производи материјалне услове своје репродукције. Другим речима, идеологија је та која је одговорна за утемељење секундарних државних служби као што су политика, законодавство, па чак и култура у одређеној мери. Према становишту, идеологија је водећи утицај начина производње, а без ње би теоретски настајале тешкоће са репродукцијом. Маркс није веровао да иста економска правила управљају читавом историјом, већ да свака нова ера са собом доноси нове економске факторе. Штавише, каже се да су Маркс и Енгелс веровали да ће, уколико револуционарна сила промени начин производње, доминантна класа одмах кренути у стварање новог друштва да заштити овај нови економски поредак. У модерном времену своје ере, Маркс и Енгелс су сматрали да је владајућа класа у суштини постигла успостављање новог друштвеног и економског поретка, инстинктивно стварајући друштво које штити своје капиталистичке интересе. Маркс је такође веровао да исте идеје не могу израсти ни из једног економског система: „Дон Кихот је давно платио казну зато што је погрешно замишљао да је луталица витезова компатибилна са свим економским облицима друштва.

## Критика
Други марксисти и експерти за марксизам — укључујући Едуарда Бернштајна, Џералда Хубмана, Ђерђа Лукача, Антонија Грамшија, Луја Алтисера, Мориса Годелиа, Франца Јакубовског, Едварда П. Томпсона и Мајкла Ловија — у потпуности одбацују и одбацују интерпретацију Маркса и Енгелса као „економских детерминиста”. Они тврде да је ова идеја заснована на лошем и селективном читању Марксовог и Енгелсовог дела. Они тврде да је ова интерпретација настала у раним годинама Друге интернационале и да су је популаризовали Пол Лафарг и Николај Бухарин, између осталих.
Они се позивају на Енгелсово одрицање од одговорности (видети историјски материјализам) у смислу да су се Маркс и он значајно усредсредили на економске аспекте, али су били веома свесни да то у ствари не чини целокупност друштва или друштвеног живота. У делу Социјализам: Утопијски и научник, Енгелс примећује како су исти материјални услови и класна ситуација довели до различитих политичких ситуација у Британији јер је то друштво покушавало да се прилагоди резултатима Француске револуције и другим спољним догађајима. Ричард Волф такође примећује да је Маркс проучавао ствари које је сматрао недовољно цењеним од стране мејнстрим академских кругова, али није прогласио или сматрао да су њихове теорије ирелевантне.

## Значајни економски детерминисти
Амерички геостратег Томас П. М. Барнет описује себе као економског детерминисту у својој књизи The Pentagon's New Map.